# Romerella
Genre
Romerella est un genre d'opilions eupnois de la famille des Sclerosomatidae.

## Distribution
Les espèces de ce genre se rencontrent en Amérique.

## Liste des espèces
Selon World Catalogue of Opiliones (15/05/2021) :
- Romerella bicolor Goodnight & Goodnight, 1944
- Romerella brasiliensis Goodnight & Goodnight, 1944
- Romerella catharina Goodnight & Goodnight, 1944
- Romerella punctata Goodnight & Goodnight, 1943
- Romerella reticulata Roewer, 1953

## Publication originale
- Goodnight & Goodnight, 1943 : « Phalangida from South America. » American Museum Novitates, no 1234, p. 1–19 (texte intégral).